# David Gergen
Pour l’article homonyme, voir Gergen.
David Richmond Gergen, plus connu sous le nom de David Gergen, né le 9 mai 1942 à Durham (Caroline du Nord) et mort le 10 juillet 2025 à Lexington (Massachusetts), est un commentateur politique américain et conseiller présidentiel qui sert pendant les administrations de Richard Nixon, Gerald Ford, Ronald Reagan et Bill Clinton. 
Il devient analyste politique principal pour CNN, professeur de service public et directeur fondateur du Center for Public Leadership de la Harvard Kennedy School. David Gergen est également rédacteur en chef de US News and World Report et un contributeur de CNN et de Parade Magazine. Il est deux fois membre des équipes de couverture électorale qui remportent  M.les prix Peabody — en 1988 avec MacNeil-Lehrer et en 2008 avec CNN.
David Gergen rejoint la Maison-Blanche sous l'administration Nixon en 1971 en tant qu'assistant au sein de l'équipe de rédaction des discours, avant de devenir directeur de la rédaction de discours deux ans plus tard. Il est directeur des communications de la Maison-Blanche des administrations Ford et Reagan, ainsi que conseiller principal de Bill Clinton et du secrétaire d'État Warren Christopher. Il est diplômé avec mention des facultés de droit de Yale et de Harvard et reçoit 25 diplômes honorifiques.

## Biographie

### Jeunesse
David Gergen nait à Durham en Caroline du Nord, d’Aubigne Munger née Lermond et de John Jay Gergen, directeur du département de mathématiques de la Duke University de 1937 à 1966,. Il est le benjamin de quatre enfants, et l'un de ses frères, Kenneth J. Gergen, est psychologue et professeur au Collège du Swarthmore. Stephen L. Gergen est l'un de ses frères.

### Éducation
David Gergen suit ses études à la Durham High School, une ancienne école secondaire publique de sa ville natale de Durham en Caroline du Nord, où il dirige le journal de l'école, Hi-Rocket. Après avoir obtenu son diplôme d'études secondaires, il étudie à l'université de Yale, où il obtient son baccalauréat en études américaines en 1963 et est membre de la Manuscript Society. À Yale, il est rédacteur en chef du Yale Daily News, dont le personnel à l'époque comprend les futurs sénateurs Joe Lieberman, Stephen Bingham, Robert G. Kaiser et Paul Steiger. Gergen reçoit son LL.B. de la Harvard Law School en 1967.

### Carrière
Pendant trois étés, David Gergen est stagiaire dans le bureau du gouverneur de Caroline du Nord, Terry Sanford, où il s'implique fortement dans la défense des droits civils. David Gergen qualifie ce travail d’expérience « la plus enrichissante dans le service public ». Il sert dans l'US Navy pendant trois ans et demi et est en poste sur un navire ramené au Japon. Gergen écrit dans son livre de son temps d'officier de contrôle des avaries sur un navire de réparation, l'USS Ajax : « Apprendre à maîtriser les avaries, il s'est avéré, était la meilleure préparation possible pour mes prochaines années à la Maison Blanche ».

#### Activité politique

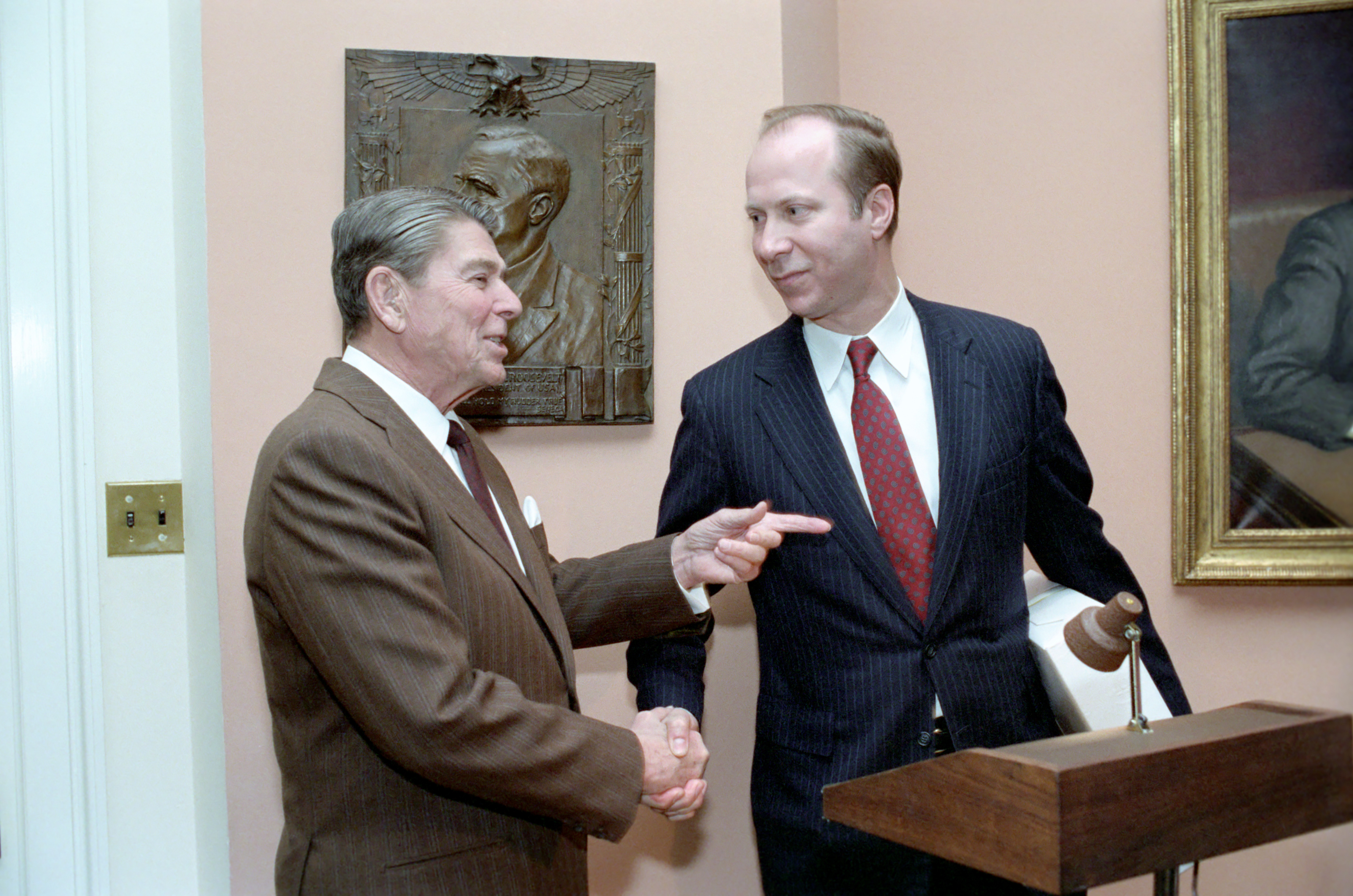
David Gergen et le président Ronald Reagan en 1984.

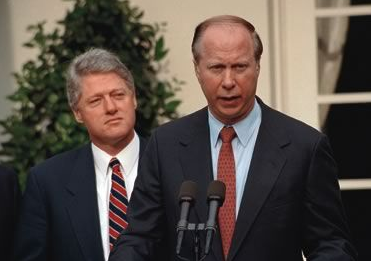
David Gergen et le président Bill Clinton en 1993.

David Gergen commence sa carrière politique en 1971 quand il travaille pour Richard Nixon comme assistant personnel du bureau de rédaction de discours dirigé par Ray Price, groupe qui comprend Pat Buchanan, Ben Stein et William Safire. Deux ans plus tard, il devient directeur de la rédaction de discours.
En 1974, David Gergen prend une pause de la Maison-Blanche pour écrire des discours pour le secrétaire au Trésor, William E. Simon. Gergen écrit dans son livre : « Pour moi, c’était un grand métier. L’équipe du Trésor m’a appris tout sur les marchés libres et la discipline fiscale ». Gergen revient à la Maison Blanche en 1975 en tant que directeur de la communication du président Gerald Ford. En 1980, Gergen est conseiller de George H.W. Bush lors de la campagne présidentielle et rejoint la Maison Blanche Reagan en 1981. Débutant comme directeur du personnel, il devient finalement directeur de la communication. En 1993, Gergen retourne à la Maison-Blanche, en qualité de conseiller du président Bill Clinton et du secrétaire d'État Warren Christopher,,.

#### Journalisme
Par la suite, David Gergen est analyste politique principal pour CNN et apparaît souvent sur Anderson Cooper 360 et Erin Burnett OutFront.
Après ses années dans la fonction publique, David Gergen travaille comme journaliste politique, commentateur et rédacteur. Après avoir quitté la Maison-Blanche en 1977, il travaille en tant qu'écrivain indépendant et, en 1978, en tant que premier rédacteur en chef de Public Opinion, un magazine publié par l'American Enterprise Institute. De 1985 à 1986, il est rédacteur en chef à US News & World Report, où il devient rédacteur en chef après avoir servi dans l'administration Clinton.
La carrière de David Gergen à la télévision débute en 1985, lorsqu'il rejoint au MacNeil / Lehrer NewsHour pour des discussions politiques vendredi soir, où il est commentateur régulier pendant cinq ans.
Par la suite, en plus de CNN, il est un invité fréquent sur NPR et CBS Face the Nation. Il écrit pour le magazine Parade et est publié dans de nombreuses publications, notamment The New York Times et Newsweek.
À deux reprises, il fait partie des équipes de couverture électorale qui remportent les prix Peabody en 1988 avec MacNeil / Lehrer Newshour et en 2008 avec CNN.

### Vie privée et famille
David Gergen est marié depuis 1967 à Anne Elizabeth Gergen, thérapeute familiale. Ils vivent à Cambridge dans le Massachusetts. Leur fils, Christopher, est un entrepreneur social en Caroline du Nord, ainsi qu’un auteur et un membre de la faculté de la Duke University. Leur fille, Katherine, est médecin de famille et travaille avec la population mal desservie du centre médical de Boston.